# 48607 Yamagatatemodai
48607 Yamagatatemodai este un asteroid din centura principală de asteroizi.

## Descriere
48607 Yamagatatemodai este un asteroid din centura principală de asteroizi. A fost descoperit pe 20 februarie 1995 la Nanyo de Tomimaru Okuni. Asteroidul prezintă o orbită caracterizată de o semiaxă mare de 2,71 ua, o excentricitate de 0,28 și o înclinație de 10,3° în raport cu ecliptica.